# Pseudohansfordia mycophila
Pseudohansfordia mycophila är en svampart som först beskrevs av Tubaki, och fick sitt nu gällande namn av de Hoog 1978. Pseudohansfordia mycophila ingår i släktet Pseudohansfordia, divisionen sporsäcksvampar och riket svampar.   Inga underarter finns listade i Catalogue of Life.